# Breathlessly
«Breathlessly» (с англ. — «Затаив дыхание») — песня мальтийской певицы Клаудии Фаниелло, представленная на конкурсе «Евровидение-2017» в Киеве.

## Евровидение
12 декабря 2016 года Клаудия Фаниелло и песня «Breathlessly» была представлена на национальном отборе для выбора представителя Мальты на Евровидении 2017 года. Она была признана одной из 16 финалистов 21 декабря. В финале, состоявшемся 18 февраля 2017 года, Фаниелло выступила последней и выиграла конкурс, получив 4 996 голосов. Она представляла Мальту на Евровидении 2017 года, соревнуясь в первой половине второго полуфинала, но не сумела выйти в финал.

## Композиция
| №  | Название                         | Длительность |
| -- | -------------------------------- | ------------ |
| 1. | «Breathlessly»                   | 3:00         |
| 2. | «Breathlessly» (Karaoke Version) | 3:00         |